# دوبال‌میوه درازبرگ
دوبال‌میوه درازبرگ (نام علمی: Dipterocarpus oblongifolius) نام یک گونه از سرده دوبال‌میوه‌ها است.